# Recherche nord
recherche-nord (kurz reno) ein seit dem Jahr 2004 bestehendes unabhängiges Recherche- und Medienprojekt zum Themenfeld des militanten und organisiertem Neonazismus. Nach Eigenangaben setzt sich die recherche-nord aus freien Autoren, Fotografen, Journalisten sowie Einzelpersonen zusammen, die sich auf die investigative Recherche, innerhalb wie außerhalb neonazistischer Netzwerke spezialisiert haben. Einen Schwerpunkt bildet die Dokumentation von Veranstaltungen der rechtsextremen Szene. Als Logo verwendet die Rechercheplattform ein Puzzlestück.

## Aktivitäten
Im August 2006 dokumentierte die recherche-nord ein Zeltlager der Organisation Heimattreue Deutsche Jugend (HDJ) nahe Fromhausen unweit von Detmold, an dem auch Aktivisten der verbotenen Wiking-Jugend leitend beteiligt waren. Durch die Veranstaltung geriet die Organisation in den Fokus der Öffentlichkeit und wurde am 31. März 2009 vom deutschen Innenminister Wolfgang Schäuble nach § 3 Vereinsgesetz verboten.
Im Oktober 2019 veröffentlichte das ZDF eine Dokumentation über Rechtsrock in der Bundesrepublik Deutschland wo unter anderem über die Arbeit der recherche-nord berichtet wurde.
Informationen und Bildmaterialien der recherche-nord werden von verschiedenen Medien sowie in der Fachliteratur verwendet. Auch in der politischen Bildungsarbeit werden Dokumentationsmaterialien der recherche-nord verwendet. Im Zusammenhang mit Veröffentlichungen zu der Gruppierung Combat 18 im Sommer 2018 sowie zu den Hammerskins im Juli 2021 durch die Rechercheplattform EXIF – Recherche & Analyse wurde unter anderem auf das Bildmaterial der recherche nord zurückgegriffen.